# Jorge Comas
Jorge Comas López, född 8 februari 1954 i Barcelona, är en spansk före detta simmare. Han tävlade i två OS och tog flera medaljer i medelhavsspelen under sin karriär. Comas tävlade för CN Sabadell.

## Karriär
Som 13-åring tog Comas brons på 100 meter frisim vid junior-EM 1967 i Linköping. Vid junior-EM 1969 i Wien tog han guld på 100 meter frisim, silver på 200 meter medley och brons på 400 meter frisim.
Vid medelhavsspelen 1971 i Izmir tog Comas silver på 100 meter frisim samt var en del av Spaniens kapplag som tog guld på både 4×100 meter frisim och 4×100 meter medley. Han var en del av Spaniens trupp vid olympiska sommarspelen 1972 i München och tävlade då på 100 meter frisim, 4×100 meter frisim och 4×100 meter medley.
Vid medelhavsspelen 1975 i Alger tog Comas silver på 100 meter frisim. Han var även en del av Spaniens kapplag som tog guld på 4×100 meter medley samt silver på både 4×100 meter frisim och 4×200 meter frisim. Vid olympiska sommarspelen 1976 i Montréal tävlade Comas på 100 meter frisim och 4×100 meter medley.